# تفسیر واحدی
الحاوی لجمیع المعانی معروف به تفسیر واحدی اثر ابوالحسن علی واحدی است. این کتاب دربردارندهٔ تفاسیر سه‌گانهٔ البسیط، الوسیط و الوجیز است. فخر رازی از این کتاب استفادهٔ فراوانی برده‌است. تفسیر البسیط در ۱۶ جلد، الوسیط در ۴ جلد و الوجیز در یک جلد نوشته شده‌اند که مجموعاً به نام تفسیر واحدی شناخته می‌شوند.